# Morawczyna
Morawczyna – wieś w Polsce położona w województwie małopolskim, w powiecie nowotarskim, w gminie Nowy Targ.

## Opis
Wieś królewska, położona w drugiej połowie XVI wieku w powiecie sądeckim województwa krakowskiego, należała do tenuty nowotarskiej. W latach 1975–1998 miejscowość administracyjnie należała do województwa nowosądeckiego.
Wieś położona jest na południowym skraju Kotliny Nowotarskiej w terenie podgórskim. Domy znajdują się na wysokości 620–640 m n.p.m. w dolinie Małego Potoku, prawego dopływu potoku Obrocznej, który ma swe źródła za Wierchem (709 m) i Bukowiną (730 m). Zabudowania ukierunkowane są do drogi wiejskiej, która w górnej części wsi rozgałęzia się na Hawierkę (680 m) w kierunku wsi Dział.
W 2001 roku przez miejscowość i jej okolicę przeszła silna trąba powietrzna, która zniszczyła kilkadziesiąt budynków. Jej siła została oceniona na F2. Na miejsce katastrofy przybył ówczesny premier Jerzy Buzek. 
W miejscowości znajduje się kościół Matki Bożej Wspomożycielki Wiernych, będący filią parafii w Klikuszowej.
We wsi działa klub sportowy „Grom Morawczyna” (B-klasa).